# Rio do Prado
Rio do Prado là một đô thị thuộc bang Minas Gerais, Brasil. Đô thị này có diện tích 479,424 km², dân số năm 2007 là 4489 người, mật độ 10 người/km².